# Мотмос
Мотмос (рос. Мотмос) — село в Виксинському міському окрузі Нижньогородської області Російської Федерації.
Населення становить 1858 осіб. Входить до складу муніципального утворення Міський округ місто Викса.

## Історія
Раніше населений пункт належав до ліквідованого 2011 року Виксинського району. До 2011 року входило до складу муніципального утворення Місто Викса.

## Населення
| 1859 | 1897  | 1905  | 1999  | 2002  | 2010  |
| ---- | ----- | ----- | ----- | ----- | ----- |
| 1100 | ↗1751 | ↗1894 | ↘1582 | ↗1683 | ↗1858 |